# Henri Mouton
Henri Mouton (Naninne, 16 augustus 1933 – Ville-en-Hesbaye, 21 april 2021) was een Belgisch senator voor de PS.

## Levensloop
Als regent in de lichamelijke opvoeding en geaggregeerde voor het lager secundair onderwijs werd Henri Mouton beroepshalve leraar lichamelijke opvoeding en daarna schooldirecteur. Ook was hij reserveofficier.
Hij werd lid van de PSB en werd voor deze partij bij de gemeenteraadsverkiezingen van 1964 verkozen tot gemeenteraadslid van Ville-en-Hesbaye en van 1971 tot 1976 was hij burgemeester van de gemeente. In 1976 fuseerde Ville-en-Hesbaye met Braives en bijgevolg was Mouton van 1977 tot 1995 en van 1998 tot 2001 gemeenteraadslid van deze gemeente. Van 1983 tot 1995 en van 1998 tot 2000 was hij zelfs burgemeester van Braives. Nadat de PS na de gemeenteraadsverkiezingen van 2000 in de oppositie belandde, verliet Mouton de gemeentepolitiek van Braives.
Van 1973 tot 1974 werkte hij als kabinetsattaché op het kabinet van de toenmalige minister van Franse Cultuur Pierre Falize. Van 1977 tot 1981 werkte Mouton opnieuw als kabinetsattaché op kabinetten van verschillende ministers.
Van 1977 tot 1981 was Mouton provincieraadslid van Luik. Daarna werd hij in 1981 verkozen tot senator voor het arrondissement Hoei-Borgworm. Vervolgens was hij van 1985 tot 1995 provinciaal senator en van 1995 tot 1998 gemeenschapssenator. In de Senaat was Mouton secretaris (1985-1992) en eerste ondervoorzitter (1992-1995). Tevens was hij van 1981 tot 1985 en van 1995 tot 1998 lid van de Waalse Gewestraad en van de Raad van de Franse Gemeenschap.
Toen Henri Mouton 65 jaar werd, besloot hij te stoppen met de nationale politiek. Op 9 juni 1999 werd hij benoemd tot commandeur in de Leopoldsorde.